# Leben des Benvenuto Cellini

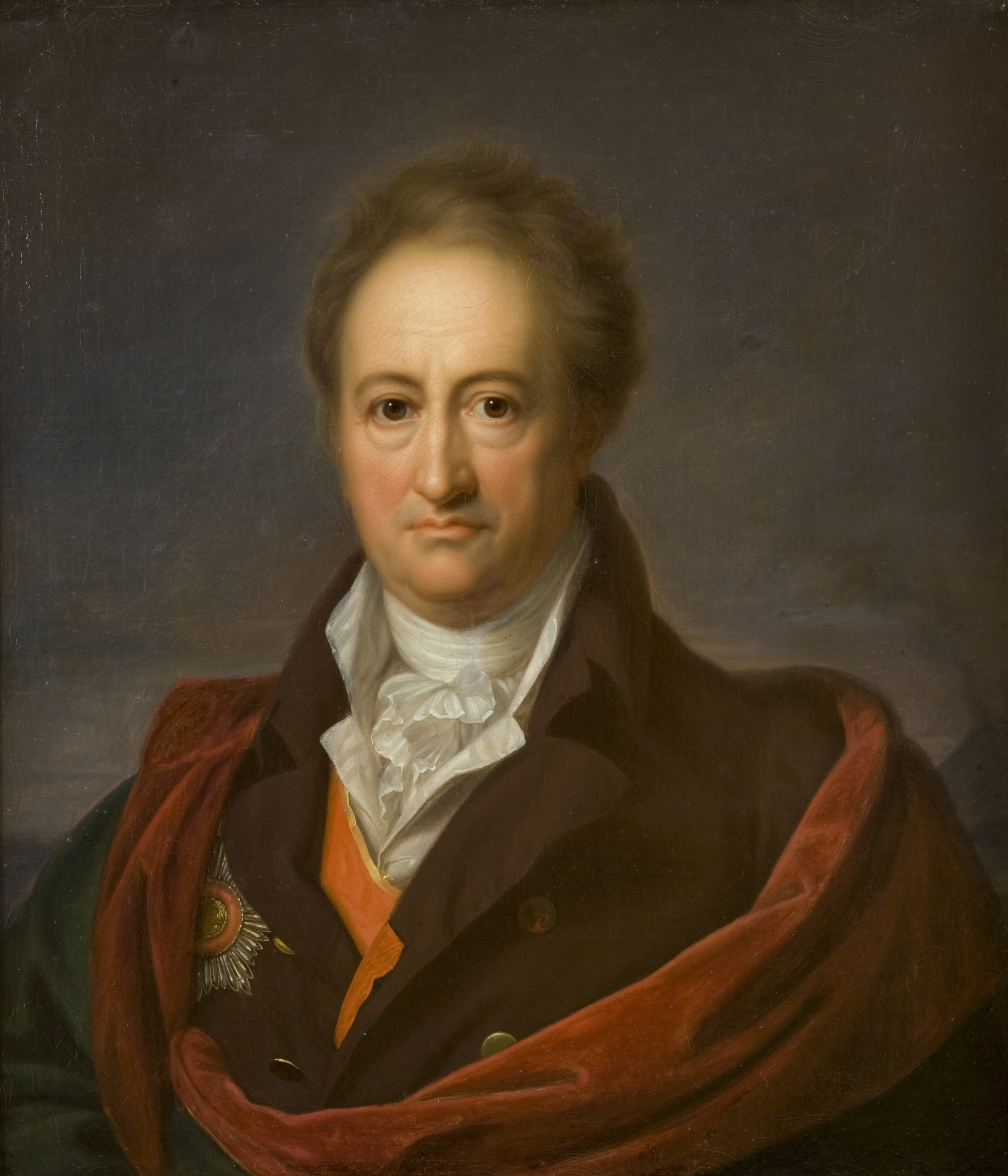
Goethe

Leben des Benvenuto Cellini ist Goethes Übersetzung der Autobiographie des italienischen Renaissance-Künstlers Benvenuto Cellini. Zusätzlich zur Kopie des Originals, die durch den Florentiner Antonio Cocchi 1728 herausgegeben worden war, stand Goethe noch die Übertragung ins Englische von Thomas Nugent (London 1771) zur Verfügung. Goethes Version erschien 1803 im Druck. Seine Ausgabe ist eine sehr freie, ungenaue Übersetzung mit Auslassungen. Das Gewicht liegt bei ihm auf dem literarischen Interesse an der Figur des Autors.

## Aufzeichnungen
1557 begann der 57-jährige Florentiner Goldschmied und Bildhauer Benvenuto Cellini, seine Lebenserinnerungen niederzuschreiben. An dieser Autobiographie hat Cellini etliche Jahre gearbeitet. Die letzten Aufzeichnungen stammen aus dem November 1566.

## Schreibabsicht
Benvenuto schreibt, um von seiner „Kunst zu reden“. Daneben geht er auch auf Begegnungen mit Zeitgenossen wie Michelangelo Buonarroti in Florenz, Tizian und Jacopo Sansovino in Venedig ein. Außerdem erwähnt Benvenuto seine Bekanntschaft mit Luigi Pulci, „Sohn desjenigen Pulci, dem man den Kopf abschlug, weil er sich seiner eignen Tochter nicht enthielt“.

## Lebenslauf

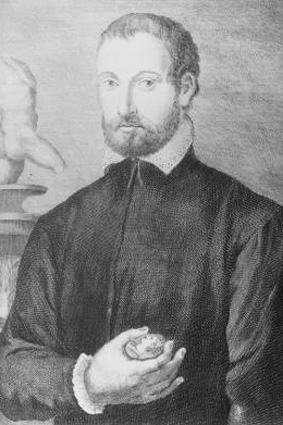
Benvenuto Cellini

Benvenuto heißt Er sei willkommen! Cellini, der gewandte Dialogpartner, spielt mit der Bedeutung seines Vornamens. Als der Herzog ihn einmal mit den Worten Du bist unwillkommen (Malvenuto)! „begrüßt“, entgegnet Benvenuto schlagfertig: Gnädiger Herr, das ist mein Name nicht, denn ich heiße Benvenuto.
Cellini, von florentinischen Bürgern abstammend, wächst in der Vaterstadt behütet auf. Schließlich kann er sich vom besorgten Vater lösen und geht über Siena und Bologna nach Rom. Später reist er zurück nach Florenz, sucht Venedig, Ferrara und immer wieder seinen Geburtsort Florenz auf. Der anschließende Frankreich-Aufenthalt führt ihn an den Hof König Franz I. nach Fontainebleau. Er pendelt zwischen Italien und Paris. Auf einer seiner zahlreichen Reisen kommt Benvenuto nahe bei Lyon in ein Hagelwetter mit Hagelkörnern so groß wie dicke Zitronen. Es gibt Verletzte unter Mensch und Tier.
Meist kann sich Cellini in der Gunst des Herrschers sonnen, für den er gerade arbeitet. Benvenuto sagt von sich: Ich bin ein armer Goldschmied, ich diene jedem, der mich bezahlt.
Verschiedene Dinge im Leben packt Benvenuto einfach richtig an. So weicht er (~ anno 1527) vor der Pest, an der sein Vater in Florenz stirbt, rechtzeitig nach Mantua aus. Und er hat mehrfach Glück. So übersteht er ein großes Augenübel und eine Krankheit, bei der sein Körper mit roten Bläschen, so groß wie Pfennige, überdeckt ist. Nichts bleibt ihm erspart. Während einer Krankheit erbricht er einmal einen haarigen Wurm, wohl eine Viertelelle lang. Anno 1545 leidet er ein wenig an der Nierenkrankheit. Als er an seinem Perseus arbeitet, springt ihm ein Splitter vom feinsten Stahl ins rechte Auge. Der Chirurgus träufelt Taubenblut aufs Auge und der Splitter geht heraus.
Mit 37 Jahren muss Benvenuto das erste Mal ins Gefängnis. Einer seiner Gesellen hatte ihn verleumdet. Es hatte geheißen, Benvenuto solle Juwelen besitzen, die eigentlich der Kirche angehörten.

## Charakter
An seinen Vater erinnert sich Cellini mit der Liebe des Sohnes. Benvenuto soll ein großer Musikus werden. Der Vater lässt den Sohn über Jahre hinweg regelmäßig Flöte blasen. Der Junge bläst sogar zum Entzücken des Papstes Clemens VII. bei Tafel die geübten Motetten und probiert 15-jährig, gegen den väterlichen Willen, eigene Wege: Benvenuto will Goldschmied werden. Von Jugend an löst Cellini Probleme selbstständig; wenn es sein muss, mit Waffengewalt. Cellini arbeitet nicht nur als Goldschmied und Bildhauer für seinen jeweiligen Herrscher. Er arbeitet auch als Zeichner und Miniaturmaler. Schon als junger Mann übt er sich in Rom für den Papst als Festungsbaumeister und stellt dann später sein praktisches Wissen auf diesem Sektor in den Dienst seiner Vaterstadt, als der Herzog mit Siena Krieg beginnt.
Cellini nimmt kein Blatt vor den Mund, wenn einer seiner Auftraggeber – und sei es der Papst, der französische König oder ein italienischer Herzog – Schwierigkeiten macht.
Cellini beschreibt sich als guten Kerl, der, von Natur zur Melancholie geneigt, zwar mitunter – gereizt durch einen garstigen Widerpart – ein wenig jähzornig sein kann, aber ansonsten doch sehr lebenstüchtig, äußerst kunstfertig und meist erfolgreich in seinen Berufen wirkt. Stets stellt er sich als den besseren Goldschmied bzw. Bildhauer gegenüber der fast immer neidischen, bösartigen Konkurrenz heraus. Heute würden wir sagen – ein erfolgreicher Unternehmer stellt sich in diesen Erinnerungen selbst dar. Das hervorstechende Charaktermerkmal Cellinis, neben seiner unübertrefflichen Vitalität, seiner anpackenden Art, ist seine Respektlosigkeit. Die äußert sich über den sehr umfangreichen Text hinweg kontinuierlich in der nicht sehr zart fühlenden Beschreibung von Herrschern und zahllosen Zeitgenossen.
Respektlosigkeit
- gegenüber Herrschern und Amtspersonen
  - In der Gunst des Papstes Clemens VII. gestiegen, bekommt Benvenuto Aufträge. Das Glück ist leider nicht von Dauer. Nachdem der Papst verreist ist, behandelt ihn Kardinal Salviati, Legat von Rom, schlecht. Nach Benvenuto sieht der Kardinal mehr einem Esel als einem Menschen ähnlich. Als der Papst zurückkehrt, herrscht er Benvenuto mit wilden Worten an, kann sich nicht mäßigen, sondern fährt mit größerer Wut fort zu reden. Benvenuto sieht, daß der Papst eine so schlimme Bestie geworden ist. Als Feinde Benvenuto verleumden, bricht der Papst in eine bestialische Wut aus.
  - Einen der französischen Richter bezeichnet Benvenuto als dicke Memme.
- gegenüber Altvorderen und Zeitgenossen
  - Bescheidenheit war Benvenutos Stärke nicht. Anno 1545, als er einen bestimmten Auftrag wollte, sagte zum Herzog von Florenz: Auf dem Platze stehen die Werke des großen Donatello und des verwundersamen Michelagnolo, welches beide die größten Männer von den Alten her bis jetzt gewesen sind..., und ich getraue mir, das Werk dreimal besser zu machen.
  - Die Engländer schimpft Benvenuto Teufel; die Franzosen Bestien.
  - Verächtlich bezeichnet er einen Kassierer des Haushofmeisters des Herzogs als Menschchen mit Spinnemanieren und einer Mückenstimme, tätig wie eine Schnecke.
  - Mit dem Haushofmeisters des Herzogs muss sich Benvenuto auch herumstreiten. Als ihm die Argumente ausgehen, hält er dem Beamten des Herzogs die Vorfahren vor: Euresgleichen sind Schulmeister, die Kindern das Lesen lehren. Der Haushofmeister ist Benvenuto verbal nicht gewachsen: So blieb die Bestie erstaunt und erdfarb.
  - Einer seiner Feinde am Hofe von Florenz spricht mit einer häßlichen Stimme, die ihm durch seine Eselsnase klingt.

In direktem Zusammenhang mit Cellinis Respektlosigkeit steht seine Streitbarkeit.
Streitbarkeit
Degen und Dolch sitzen locker bei Benvenuto. Er kauft sich sogar einen Spieß in Ferrara und seine Arbeitnehmer rüstet er in späteren Jahren ebenso – für alle Fälle – mit Spießen aus.
- Als das Kollegium der Achte – ein Florentiner Gericht – einen Streitfall nicht zu seiner Zufriedenheit löst, springt er wütend aus dem Palast (Gericht), läuft in seine Werkstatt, ergreift einen Dolch, rennt in das Haus seines Gegners, findet ihn beim Essen und stößt ihm aber den Dolch nach der Brust.
- Auch in Frankreich kommt Benvenuto mit den dortigen Gerichtshöfen nicht zurecht. Gegen normännische Advokatenkniffe nimmt er seine Zuflucht zu einem großen Dolche. Damit gibt er dem Rechtsverdreher soviel Stiche auf Arme und Schenkel, daß er ihn des Gebrauchs beider Beine beraubt.
- Anno 1527, auf Seiten des Papstes, tötet Benvenuto von der Mauer der Engelsburg herab den Herzog Karl von Bourbon mit der Hakenbüchse und bewährt sich als draufgängerischer Bombardier. Der Papst vergibt Benvenuto vor Ort alle Mordtaten. Er hat sie ja im Dienste der Apostolischen Kirche verübt.
- In Benvenutos Umgebung wimmelt es nur so von Feinden. Da taucht der Goldschmied Pompeo von Mailand auf, des Papstes Günstling. Pompeo trägt seine Verleumdungen gegen Benvenuto beim Papst so wirkungsvoll vor, dass letzterer Benvenuto die Münze wegnimmt – ein schwerer wirtschaftlicher Schlag. Pompeo lässt nicht locker. Er trägt einigen neapolitanischen Soldaten auf, Benvenuto nachzustellen. Als der Verfolgte viel Mühe hat, sein armes Leben zu verteidigen, dreht er den Spieß um. Als Benvenuto Pompeo auf der Straße begegnet, ergreift er einen kleinen spitzigen Dolch und versetzt ihm zwei einzige Stiche unter dem Ohr. Pompeo stirbt auf der Straße. Benvenuto flieht. Die Mailänder fordern beim Papst Benvenutos Bestrafung. Benvenuto hat Glück. Als Nachfolger des verstorbenen Clemens VII. hat Kardinal Farnese die Herrschaft als Papst Paul III. angetreten. Der neue Papst stellt dem begehrten Goldschmied einen Freibrief aus.
- Zwei Betrüger beschließt Benvenuto auf der Stelle beide zu ermorden, lässt aber Gnade vor „Recht“ ergehen.

Familiensinn
Benvenuto ist seinem Vater ein gehorsamer Sohn. Wenn sein Bruder sich in einer Gasse von Florenz schlägt, kommt Benvenuto eilends herzu und mischt kräftig mit. Trotzdem – einen ausgeprägten Familiensinn zeigt Benvenuto nur gelegentlich.
- Frauen gegenüber tritt Benvenuto recht burschikos auf. Zwar liebt er seine Angelika, sucht und findet die zeitweise Abhandengekommene auch in Neapel, jedoch als sie und ihre Mama Bedingungen stellen, gibt er ihr sofort lachend den Laufpass.
- Mit dem Gegner geht Benvenuto nicht zimperlich um. Die Degenspitze Benvenutos immer an der Kehle, wird der Bösewicht gezwungen, zur Strafe auf der Stelle ein Mädchen zu heiraten.
- Anno 1543 nimmt Benvenuto eine Jungfrau von ungefähr fünfzehn Jahren als Modell für seine Nymphe Fontainebleau zu sich. Benvenuto macht der Halbwüchsigen ein Kind und zahlt der jungen Mutter eine Mitgift. Dann verlässt er sie und sein einziges Söhnchen.

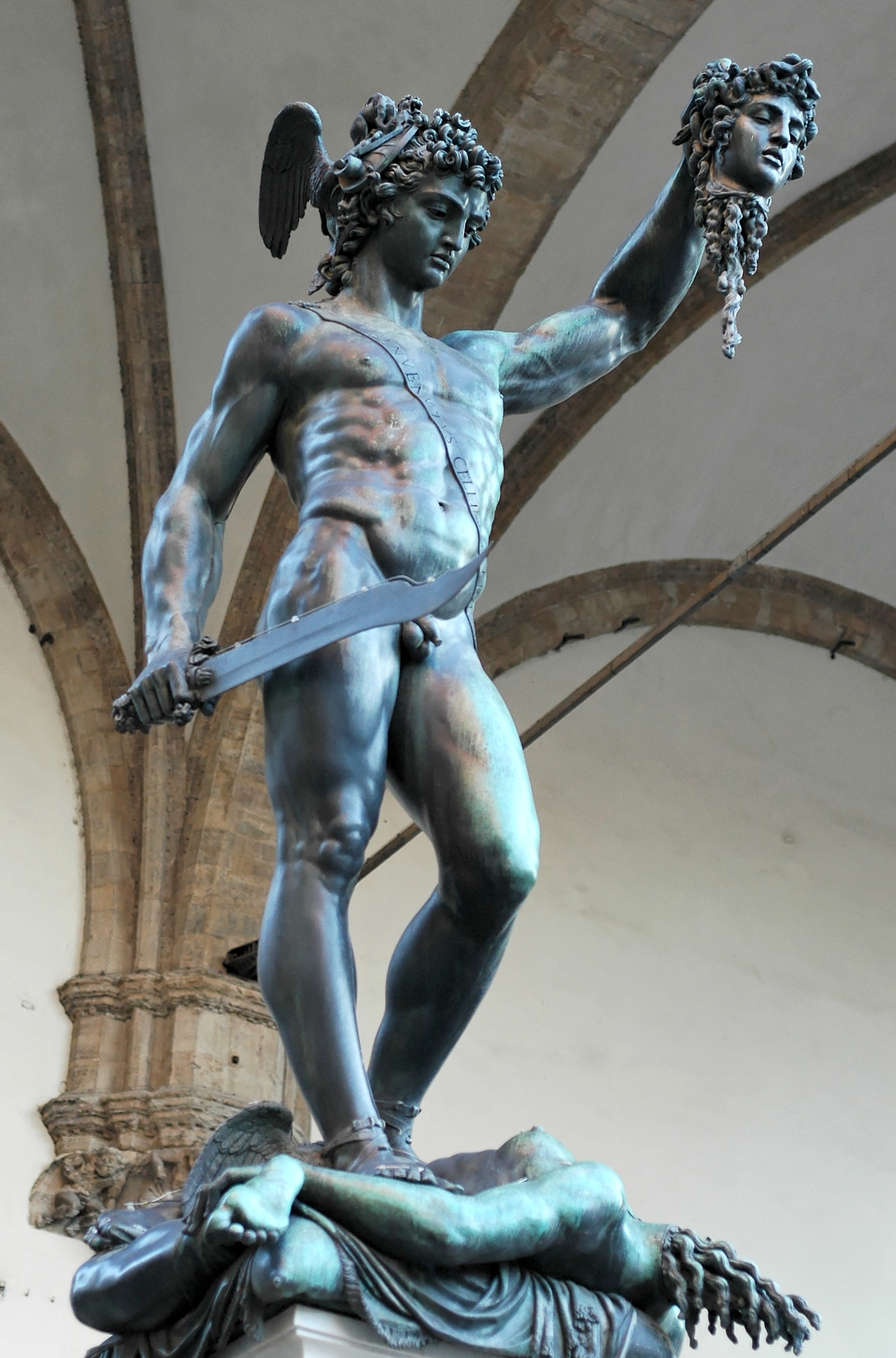
Benvenuto Cellini: Perseus mit dem Haupt der Medusa

- Nach 1545 pflegt die Frau eines von Benvenutos Gesellen den Sohn im nahen Fiesole. Als es mit dem unglücklichen Perseus nicht so recht weitergehen will, reitet der verzweifelte Künstler von Florenz nach Fiesole, gibt der Gevatterin hundert Scudi, findet das Kind wohlauf und küsst es in seinem Verdrusse. Kurz darauf erstickt die Frau Benvenutos einzigen Sohn versehentlich.
- Anno 1545 stirbt der Schwager und hinterlässt Benvenuto die jüngere Schwester mit sechs Töchtern, große und kleine. Das ist seine erste Not, die er in Florenz hat.

Neben den oben genannten mehr negativen Eigenschaften tritt uns in Cellini natürlich ein herausragender Mann mit positivem Persönlichkeitsbild entgegen.
Kunstfertigkeit
- Die florentinische Gilde der Goldschmiede erklärt den 18-jährigen für den geschicktesten Gesellen.
- Der Herzog zweifelt: „Benvenuto! die Figur [Perseus] kann dir nicht von Erz gelingen; denn die Kunst erlaubt es nicht.“ Über diese Worte ist Benvenuto sehr verdrießlich.

Unternehmerische Energie
- In Rom eröffnet Benvenuto anno 1529 eine schöne Werkstatt und hält fünf geschickte Gesellen.
- Als Benvenuto 1545 in seiner Vaterstadt beginnen will, um gedachten Perseus im großen anzufangen als auch die Meduse vom Geripp an, sagt er dem Herzog, daß er ein Haus nötig hätte, worin genug Platz sei, um seine Öfen aufzustellen und Arbeiten von Erde und Erz zu machen, worin auch abgesonderte Räume sich befänden, um in Gold und Silber zu arbeiten.
- Anfängliche Hürden bei der Schaffung neuer Arbeitsplätze versucht Benvenuto auf seine Art zu überwinden: Unter allen diesen Schwierigkeiten hatte ich die Lage der Werkstatt entworfen, hieb Weinstöcke und Bäume nieder, nach meiner gewöhnlichen lebhaften Art, und ein wenig wütend.
- Benvenuto ist ein Arbeitstier: So ging ich nach Hause, arbeitete Tag und Nacht und ließ mich nicht im Palast sehen.

## Goethes Anhang
Goethe führt Künstler auf, die 1500, im Geburtsjahr Benvenutos, lebten: Gentile Bellini, Giovanni Bellini, Leonardo da Vinci, Perugino, Andrea Mantegna, Fra Bartolommeo, Albrecht Dürer, Baldassare Peruzzi, Giorgione, Raffael, Andrea del Sarto, Romano Giulio, Correggio, Polidoro da Caravaggio und Holbein
Goethe hebt „das allgemeine technische Talent, das unserm Benvenuto angeboren war“.

## Goethe schreibt
„Da ich mich in meinem Leben vor nichts so sehr als vor leeren Worten gehütet und mir eine Phrase, wobei nichts gedacht oder empfunden war, an andern unerträglich, an mir unmöglich schien, so litt ich bei der Übersetzung des Cellini, wozu durchaus unmittelbare Ansicht gefordert wird, wirkliche Pein. Ich bedauerte herzlich, daß ich meine erste Durchreise, meinen zweiten Aufenthalt zu Florenz nicht besser genutzt, mir von der Kunst neuerer Zeit nicht ein eindringlicheres Anschauen verschafft hatte.“

„Ich bin bey dieser Gelegenheit auch wieder an des Cellini Lebensbeischreibung gerathen, es scheint mir unmöglich einen Auszug daraus zu machen, denn was ist das menschliche Leben im Auszuge? alle pragmatische biographische Charakteristik muß sich vor dem naiven Detail eines bedeutenden Lebens verkriechen. Ich will nun den Versuch einer Übersetzung machen, die aber schwerer ist als man glaubt.“

„Es geht mit der Übersetzung eines Buchs wie Sie von dem Copieren eines Gemäldes sagen, man lernt beyde, durch die Nachbildung erst recht kennen. Cellini, mit seiner Kunst und mit seinem Lebenswandel, ist für uns ein trefflicher Standpunct, von dem man, in Absicht auf neue Kunst vorwärts und rückwärts sehen kann.“

## Entstehung und Rezeption
Hans-Georg Dewitz und Wolfgang Proß haben in ihrem Kommentar unter der Überschrift „Dokumente zu Entstehung und Rezeption“ den Zeitraum 1795–1844 dokumentiert:
- 1795: Goethe bittet Voigt und Lichtenberg um italienische Quellen.[3]
- 1796: Schiller zeigt an einer Cellini-Übersetzung zwecks Publikation in den „Horen“ Interesse. Goethe spannt seinen Kunschtmeyer in diverse Recherchen vor Ort (Florenz) ein. Humboldt äußert sich gegenüber Schiller lobend zu einer der ersten Cellini-Publikationen in den „Horen“. Lichtenberg und Körner ermuntern Goethe zur Weiterarbeit.[4]
- 1798: Goethe schreibt an Knebel, er wolle nun doch den ganzen Cellini übersetzen und kommentieren.[5]
- 1802: Schiller lässt Cotta Goethes Veröffentlichungsabsicht wissen. Caroline von Humboldt arbeitet Goethe aus Florenz zu, wobei Wilhelm von Humboldt die Briefe der Gattin an Goethe weiterleitet. Goethe schickt Cotta „nach und nach“ die Veröffentlichungs-Manuskripte.[6]
- 1803: Schriftwechsel zwischen Cotta und Goethe der Druckfehler wegen. Ludwig Ferdinand Hubers Besprechung erscheint in dem „Freimüthigen“ in Berlin. Huber spricht zwar das Lückenbüßer-Dasein in den „Horen“ an, hebt jedoch „Göthe's“ Muse hervor. Solger rühmt sowohl die Arbeit des Übersetzers als auch „Stolz und Wildheit“ des Titelhelden.[7]
- 1804: Fernow meint, Goethe habe aus der kunstlosen, derben, aber auch zierlich-anmutigen Schreiberei Cellinis so etwas wie ein Kunstwerk gemacht.[8] Ein Anonymus zeigt sich in den „Göttingischen gelehrten Anzeigen“ zufrieden. Er erwarte von Goethe auch nichts anderes als eine Arbeit, „treu, und ganz im Geiste des Originals“[9] Siegfried Schmid versteigt sich im Dresdner „Archiv für Künstler und Kunstliebhaber“ zu der Prognose, künftige Übertragungen des Originals – auch in andere Sprachen – könnten Goethe nicht erreichen.[10]
- 1812: Johannes Veit lässt sich von der Lektüre zu Spaziergängen durch Rom anregen.[11]
- 1825: Goethe zu Eckermann am 18. Januar, die Farblosigkeit des Geschreibsels seiner Zeitgenossen schmähend: So schwach habe Cellini nicht geschrieben.[12]
- 1827: Die Äußerung Goethes gegenüber Friedrich von Müller – Cellini betreffend – lässt vermuten, Goethe habe als Übersetzer weniger mit der jeweiligen fremden Sprache gerungen, als vielmehr eben übersetzt.[13]
- 1829: Goethe nennt in der „Italienischen Reise“ Cellini ein Weltkind.[14] Francesco Tassi erwähnt in einem Vorwort zu einer italienischen Ausgabe die Arbeit des „Giovanni Wolfgang de Goehte“.[15]
- 1831: Zu seinem letzten Geburtstag erhält Goethe aus England ein Petschaft geschenkt, das, wie er Zelter mitteilt, ihn irgendwie an Cellini erinnere.[16]
- 1844: Hebbel liest in seinem Goethe und freut sich über die Frische Cellinischer Textpassagen, die in der Übertragung erhalten geblieben seien.[17]

Neuere Äußerungen
- 1903: Karl Vossler bringt Goethes Übersetzung heraus. Der Romanist moniert zwar die „mangelhafte Kenntnis der italienischen Sprache“[18] des Übersetzers, bescheinigt ihm aber souveränen Umgang mit der fremden Materie: „Cellini, durch das Prisma der Goetheschen Kunstform gesehen, ist ein einzigartiges Schauspiel.“[19] Ein längeres aussagekräftiges Zitat zur „Nachlässigkeit Cellinis“ und der Goethes, auf das Vossler bei Herman Grimm gestoßen ist, findet sich bei Dewitz und Proß.[20]
- Die Übersetzung der Biographie sollte weniger ein kunsthistorischer Beitrag werden, als vielmehr ein Bild des Lebens Cellinis in seiner Zeit.[21]
- Vor Jacob Burckhardt und sogar noch über diesen hinaus entwirft die Übersetzung Goethes ein Bild jenes Italien, in dem Künstler und Kunstwerk noch als Kontinuum erschienen.[22]
- Dewitz und Proß bringen zwei Textproben neuerer Übertragungen, die sich an Goethe messen lassen müssen:
  - Heinrich Conrad, München 1908 (neu 1994 Frankfurt am Main)[23]
  - Alfred Semerau, Berlin 1925[24].
- Marianne Bockelkamp hat 1960 in Freiburg im Breisgau über „Goethes Cellini-Übersetzung“ promoviert.[25]
- Eine Fülle von – zumeist italienischsprachigen – Literaturhinweisen zum Thema Cellini (also nicht nur zu Goethes Übertragung) findet sich bei Dewitz und Proß[26].